# 約拿書
《约拿书》或譯《約納》（希伯來語：ספר יוֹנָה），是圣经全书第32本，也是小先知书的一部分。这一本书的作者是亞米太的兒子，迦特希弗人约拿（意思为“鸽子”）在大约公元前844年完成此书，他可以说是圣经中众多先知裏的特殊人物。在得到任务后，只有他逃跑不去执行上帝给他的任务。耶和華的救恩甚至臨到外邦人的城尼尼微，這事件後來給耶穌降臨、離世與復活帶來暗示與證據，後者並發展為基督教向世人傳福音。

## 背景
約拿作先知的時間段，是差不多在耶羅波安二世作王之前。另外值得一提的是，后来这个王颇有建樹，且照約拿先知之预言，他將收回一些失城，但亞述帝國之強悍仍然造成威脅。因此當約拿接到上帝（即耶和华）的命令，要他深入敵營到尼尼微城傳警告時。因此抗命，想逃往他施。但先知对上帝的作為相當清楚，還險些遇上海難，故最后在上帝的管教下，先知仍最終前往，而尼尼微人出乎意料地悔改蒙恩。
本书體現了耶和华公正的对待地上所有人，只要坏人改邪归正，祂就乐意给他们机会悔改。但后来尼尼微人仍陷在自大与恶之中，最後亡於新巴比伦，如那鴻先知所预言的。

## 真确性
約拿書的記載是真實可靠的。真神兒子耶穌引述約拿書中的人物事件，並就書中兩件有預言性的事件再次發出預言，由此表明這本書所載的事件與預言的確是真實的。新约圣经中提及约拿的经文有希伯来书12:2、马太福音12:39-41；16:4及路加福音11:29-32，可见使徒和耶稣為约拿书的记载見證。猶太人把約拿書視為歷史事實而將它收在聖經正典之內。約拿坦白地把自己的過錯和弱點透露出來而沒有半點隱瞞，證明他沒有說自高或虛妄的話，而是照著事實經過誠實的記載。

## 内容大纲
- 第一章 約拿先知的抗命
- 第二章 約拿先知於魚肚中的悔改
- 第三章 約拿先知在尼尼微城傳警告
- 第四章 約拿的反應與上帝的教導

## 主要内容

### 約拿被派往尼尼微，但卻畏縮逃跑
（覆盖约拿书1:1-16）“耶和华的話臨到亞米太的兒子約拿，説：‘你起來往尼尼微大城去，向其中的居民呼喊，因為他們的惡達到我面前。’”（约拿书1:1-2）約拿很不喜歡這項委派。他朝着相反的方向逃跑，乘船往他施（很可能是今日的西班牙）去。約拿的船遇到大風浪，水手十分懼怕，“各人哀求自己的神，”而約拿則在艙底睡着了。（约拿书1:5）在喚醒約拿之後，他們一同掣籤，看看究竟是誰惹來這場災禍，結果把約拿掣出來。至此，他才表明自己是希伯來人，是耶和華的敬拜者，但當時正逃避上帝的委派。他請水手們把他抛進海裏。經過一番努力試圖把船攏岸不果後，他們終於把約拿抛下海裏。海浪就平息了。

### “大魚”把約拿吞下
（覆盖约拿书1:17-2:10）“耶和華安排一條大魚吞了約拿，他在魚腹中三日三夜。”（约拿书1:17）約拿在魚腹中懇求耶和華。说：“我遭遇患难求告耶和华，祢就应允我。”並説他必償還所許的願，因為“救恩出於耶和華”。（约拿书2:2-9）於是大魚聽從耶和華的吩咐，把約拿吐在旱地上。

### 在尼尼微傳道
（覆盖约拿书3:1-4:11）耶和華向約拿重申祂的吩咐。約拿不再逃避，於是遵囑前往尼尼微。他在城的大街上宣告説：“再等四十日，尼尼微必傾覆了！”（约拿书3:4）他的傳道十分有效。尼尼微城的居民紛紛表示悔改，百姓開始對上帝表現信心。國王下令人畜都當禁食，披上麻布。耶和華便大施憐憫，保全了該城。
約拿對此覺得忍無可忍。他告訴耶和華他早就知道上帝會表現憐憫，這就是他逃往他施的原因。他但願就此死去。約拿憤憤不平，遂在城的東邊搭了一座棚，坐在棚裏要看看事情的發展。耶和華使一棵蓖麻長起來替這個滿腹牢騷的預言者遮蔭。約拿雖然為此而高興，卻可惜為時頗短。翌日黎明，耶和華安排了一條蟲子啃咬蓖麻，使之枯去，以致約拿飽受炎熱東風的吹襲和日頭曝曬。約拿再次求死。他自以為義地認為自己發怒有理。但耶和華指出他的心：約拿因一棵蓖麻枯萎而感到惋惜，但卻對耶和華顧惜尼尼微大城的老少嬰孩大感不悅。

## 聖經的啟示

### 耶和华的怜悯
約拿所採取的途徑及其結果應該是一項鑑戒。他逃避上帝的差遣，他原本應該順服神，相信神才對，相信祂的計畫，相信祂的作為也順服祂的計畫，順服祂的旨意與作為。當他朝着相反的方向逃跑時，他表現消極與拒絕的態度，也不敢向水手表明自己是個相信敬拜獨一真神“耶和華──天上的上帝”的人。他失去了膽量。約拿以自我為中心的態度，使他把耶和華對尼尼微人表現的憐憫視為對他個人的羞辱。他試圖挽回面子告訴耶和華他早就知道事情會有這樣的結果，就不该派遣他作預言者。約拿不尊重神的意思，卻要神照他的意思與想法，他的意念超過神的意念，且大發牢騷的態度受到神的責備與責罰，因此應該從他的經驗學得教訓。
約拿書裏强調的是耶和華的品德──慈愛和憐憫及祂的權柄。耶和華藉着差遣约拿警告尼尼微人毁滅將臨，對他們表現出慈愛。當城裏的人毅然悔改時，祂即表現出憐憫──容許尼尼微多存留200年，直至它在大約公元前632年毁於米底亞和巴比倫人之手為止。上帝對約拿表現祂的旨意與絕對的權柄，生死禍福，人生道路都在祂的手中，使他在大海裏得免一死，後來又給他一棵蓖麻樹，“救他脱離苦楚”。藉着安排一棵遮蔭的蓖麻，隨即又將之除去，神向約拿表明祂會按照自己的美意向人表現憐憫和慈愛。

### 与耶稣的关联
在馬太福音12:38-41，耶穌告訴當時的宗教領袖，“約拿的標記”乃是給他們的唯一標記。約拿在“希屋爾的深處”三日三夜，後來前往尼尼微傳道，因而成為顯示給尼尼微人看的“標記”。同樣，耶穌在墳墓裏三日後從死裏復活過來。當耶穌的門徒向人宣告他已復活的證據時，耶穌遂成為顯示給那個世代看的標記。按照猶太人計算時間的方式和應驗在耶穌身上的事實，這段“三日三夜”的時期可以實際少於三整日（72小时）。
在同一項討論中，耶穌把尼尼微人的悔改與他傳道時所遇到的猶太人那種心地剛硬、頑梗不化的情況作一對照，説：“當審判的時候，尼尼微人要起來定這世代的罪，因為尼尼微人聽了約拿所傳的就悔改了。看哪，在這裏有一人比約拿更大！”“比約拿更大”──表示耶稣是所有預言者中最大的一位，奉耶和華所派去宣揚：“天國近了，你們應當悔改！”（《馬太福音》第4章第17节参）儘管如此，当时大部分猶太人均拒絕接受“約拿的標記”。

## 参看
- 预言
- 十二先知书
- 那鸿书
- 尼尼微
- 亚述帝国

### 閱讀聖經
- 大爱与小爱-——读《约拿书》 （页面存档备份，存于）
- 約拿書 （页面存档备份，存于）
- 约拿书 （页面存档备份，存于）